# Bowels of Earth
Bowels of Earth è il terzo album in studio del gruppo musicale death metal svedese Entombed A.D., pubblicato dall'etichetta discografica Century Media nel 2019.

## Tracce
1. Torment Remains – 2:51
2. Elimination – 3:26
3. Hell Is My Home – 3:47
4. Bowels of Earth – 4:30
5. Bourbon Nightmare – 3:35
6. Fit for a King – 3:34
7. Worlds Apart – 3:33
8. Through the Eyes of the Gods – 3:08
9. I'll Never Get Out of This World Alive (Hank Williams cover) – 2:10
10. To Eternal Night – 5:43

## Formazione
- Lars-Göran Petrov – voce
- Olle Dahlstedt – batteria
- Nico Elgstrand – chitarra, voce
- Victor Brandt – basso
- Guilherme Miranda – chitarra